# Uroblaniulus fumans
Uroblaniulus fumans är en mångfotingart som först beskrevs av Chamberlin 1943.  Uroblaniulus fumans ingår i släktet Uroblaniulus och familjen Parajulidae. Inga underarter finns listade i Catalogue of Life.